# Kid Paddle (série télévisée d'animation)
Pour les articles homonymes, voir Kid Paddle (homonymie).
Kid Paddle est une série télévisée d'animation franco-canado-belge en 104 épisodes de 13 minutes, inspirée de la série de bandes dessinées éponyme créée par l'auteur belge Midam. Produite par Dupuis et Spectra Animation, réalisé par Olivier Bonnet, en association avec la chaîne de télévision française M6, la série est diffusée entre le 1er septembre 2003 et le 15 janvier 2006 sur cette dernière dans le programme M6 Kid, sur Canal J, puis sur 6ter. En Belgique, elle est diffusée en 2003 sur La Deux, et au Canada en septembre 2003 sur Télétoon.

## Synopsis
La série se centre sur un jeune garçon, nommé Kid Paddle, adepte de jeux vidéo, accompagné de ses deux amis Horace et Big Bang.

## Production
La série est inspirée de la série de bandes dessinées éponyme créée par l'auteur belge Midam, est produite par la maison d'édition belge Dupuis et le studio d'animation canadien Spectra, en collaboration avec la chaîne télévisée française M6,. En 2003, avant sa diffusion officielle à la télévision, le site web de la chaîne Canal J offre plusieurs web-vidéos réalisées à partir des images de la bande dessinée.
En 2011, dans une entrevue avec le journal français Sud Ouest, Midam répond ne pas être intéressé par la production d'un long-métrage basé sur la série. Il répond également qu'une nouvelle saison est en cours de production.

## Épisodes
La première saison de la série d'animation Kid Paddle est diffusée depuis le 1er septembre 2003 jusqu'au 21 octobre 2003 en France, sur la chaîne télévisé M6 dans l'émission M6 Kids, puis sur les chaînes Canal J la même année, et rediffusée plus tard sur 6ter. Elle est, à cette même période, diffusée en Belgique sur les chaînes La Deux et RTBF, dans le programme G-nômes, et au Canada (Québec) entre le 1er septembre 2003 et le 21 octobre 2003 sur Télétoon. La chaîne Télétoon « peut dire sans hésitation que la série Kid Paddle rejoint un vaste auditoire de jeunes comblés. » En 2003, cinq premiers DVD de la série sont lancés et distribués par Distribution Select au Canada.
En 2005, une seconde saison est annoncée puis diffusée, ciblant une audience âgée entre 6 et 12 ans. En 2009, la série est annoncée pour une rediffusion sur Canal J pour Pâques 2009.
- Les épisodes marqués d'un astérisque * ont été adaptés en romans.
- Les épisodes marqués de deux astérisques ** ont été adaptés en DVD.

### Première saison (2003-2005)
| №  | #  | Titre                          | Réalisation    | Scénario                                   | Première diffusion |
| -- | -- | ------------------------------ | -------------- | ------------------------------------------ | ------------------ |
| 1  | 1  | Moteur, action… coupez…        | Olivier Bonnet | Laurent Rullier                            | 1er septembre 2003 |
| 2  | 2  | C'est pas dans la poche **     | Olivier Bonnet | Laurent Rullier                            | 2 septembre 2003   |
| 3  | 3  | Menace arachnide *, **         | Olivier Bonnet | Laurent Rullier                            | 3 septembre 2003   |
| 4  | 4  | Hacker sans peur *             | Olivier Bonnet | Franck Salomé, Ilya Nicolas et Midam       | 4 septembre 2003   |
| 5  | 5  | Les évadés de la colonie *     | Olivier Bonnet | Laurent Rullier                            | 5 septembre 2003   |
| 6  | 6  | Mégalloween                    | Olivier Bonnet | Philippe Pierre-Adolphe, Stéphane Chapuy   | 6 septembre 2003   |
| 7  | 7  | Votez Paddle                   | Olivier Bonnet | Midam, Ilya Nicolas et Frederick Maslanka  | 7 septembre 2003   |
| 8  | 8  | Lapin garou *                  | Olivier Bonnet | Aline Leblon                               | 8 septembre 2003   |
| 9  | 9  | Ça tourne                      | Olivier Bonnet | Frederick Maslanka                         | 9 septembre 2003   |
| 10 | 10 | Dent pour dent                 | Olivier Bonnet | Nasser Zeboudj, Philippe Daniau            | 10 septembre 2003  |
| 11 | 11 | Blork & Gore                   | Olivier Bonnet | Claude Prothee, Frederick Maslanka         | 11 septembre 2003  |
| 12 | 12 | Meduse Beach *, **             | Olivier Bonnet | Stéphane Chapuy et Philippe Pierre-Adolphe | 12 septembre 2003  |
| 13 | 13 | Record maximum *, **           | Olivier Bonnet | Midam, Ilya Nicolas et Franck Salomé       | 13 septembre 2003  |
| 14 | 14 | Alien TV                       | Olivier Bonnet | Stéphane Chapuy et Philippe Pierre-Adolphe | 14 septembre 2003  |
| 15 | 15 | Blork surprise                 | Olivier Bonnet | Laurent Rullier et Aline Leblon            | 15 septembre 2003  |
| 16 | 16 | Le train-train fantôme *       | Olivier Bonnet | Midam, Ilya Nicolas et Jacques Espagne     | 16 septembre 2003  |
| 17 | 17 | Retraite vers le futur         | Olivier Bonnet | Stéphane Chapuy et Philippe Pierre-Adolphe | 17 septembre 2003  |
| 18 | 18 | L'invasion des robots          | Olivier Bonnet | Midam, Ilya Nicolas et Aline Leblon        | 18 septembre 2003  |
| 19 | 19 | Mission quasiment impossible * | Olivier Bonnet | Laurent Rullier et Laurent Bounoure        | 19 septembre 2003  |
| 20 | 20 | Opération tonnerre de profs    | Olivier Bonnet | Franck Salomé                              | 20 septembre 2003  |
| 21 | 21 | Remue méninges **              | Olivier Bonnet | Aline Leblon                               | 21 septembre 2003  |
| 22 | 22 | Duel à Blork Barbarian         | Olivier Bonnet | Laurent Rullier                            | 22 septembre 2003  |
| 23 | 23 | Brouhaha                       | Olivier Bonnet | Nasser Zeboudj, Philippe Daniau            | 23 septembre 2003  |
| 24 | 24 | Le championnat                 | Olivier Bonnet | Franck Salomé                              | 24 septembre 2003  |
| 25 | 25 | Kid karaté                     | Olivier Bonnet | Philippe Daniau, Nasser Zeboudj            | 25 septembre 2003  |
| 26 | 26 | Virus.com                      | Olivier Bonnet | Nasser Zeboudj, Philippe Daniau            | 26 septembre 2003  |
| 27 | 27 | Ping pong                      | Olivier Bonnet | Jacques Espagne                            | 27 septembre 2003  |
| 28 | 28 | Faux jeton                     | Olivier Bonnet | Franck Salomé                              | 28 septembre 2003  |
| 29 | 29 | L'étrange Noël de M. Paddle ** | Olivier Bonnet | Aline Leblon                               | 29 septembre 2003  |
| 30 | 30 | Le secret de Max               | Olivier Bonnet | Lienne Sawatsky, Daniel Williams           | 30 septembre 2003  |
| 31 | 31 | Le réveil de la momie          | Olivier Bonnet | Julien Gars, Claude Gars                   | 1er octobre 2003   |
| 32 | 32 | Jurassic nœunœuf *             | Olivier Bonnet | Frederick Maslanka                         | 2 octobre 2003     |
| 33 | 33 | Les fausses dents de la mer    | Olivier Bonnet | Thomas Lapierre                            | 3 octobre 2003     |
| 34 | 34 | La vie en bleu                 | Olivier Bonnet | Thomas Lapierre                            | 4 octobre 2003     |
| 35 | 35 | Disekator contre les Blorks    | Olivier Bonnet | Stephen Ashton                             | 5 octobre 2003     |
| 36 | 36 | La famille idéale              | Olivier Bonnet | Thomas Lapierre                            | 6 octobre 2003     |
| 37 | 37 | Mise en boîte                  | Olivier Bonnet | Lienne Sawatsky, Daniel Williams           | 7 octobre 2003     |
| 38 | 38 | Mister Crypt le ténébreux      | Olivier Bonnet | Stéphane Chapuy, Philippe Pierre-Adolphe   | 8 octobre 2003     |
| 39 | 39 | Monstrodindor                  | Olivier Bonnet | Franck Salomé                              | 9 octobre 2003     |
| 40 | 40 | Chirurgie plastique **         | Olivier Bonnet | Lienne Sawatsky, Daniel Williams           | 10 octobre 2003    |
| 41 | 41 | Yéti y es-tu ?                 | Olivier Bonnet | Julien Gars, Claude Gars                   | 11 octobre 2003    |
| 42 | 42 | Radar loup garou               | Olivier Bonnet | Lienne Sawatsky, Daniel Williams           | 12 octobre 2003    |
| 43 | 43 | Monsieur Rick Icky             | Olivier Bonnet | Stephen Ashton                             | 13 octobre 2003    |
| 44 | 44 | L'hôpital des zombies          | Olivier Bonnet | Lienne Sawatsky, Daniel Williams           | 14 octobre 2003    |
| 45 | 45 | Poux… ah !                     | Olivier Bonnet | Stephen Ashton                             | 15 octobre 2003    |
| 46 | 46 | Histoire à dormir debout **    | Olivier Bonnet | Franck Salomé                              | 16 octobre 2003    |
| 47 | 47 | Vice-versa                     | Olivier Bonnet | Thomas Lapierre                            | 17 octobre 2003    |
| 48 | 48 | Pustulator                     | Olivier Bonnet | Lienne Sawatsky, Daniel Williams           | 18 octobre 2003    |
| 49 | 49 | Superpaddle **                 | Olivier Bonnet | Nasser Zeboudj, Philippe Daniau            | 19 octobre 2003    |
| 50 | 50 | La nuit des météores           | Olivier Bonnet | Thomas Lapierre                            | 20 octobre 2003    |
| 51 | 51 | Horace fait le clone           | Olivier Bonnet | Franck Salomé                              | 21 octobre 2003    |
| 52 | 52 | Tempête sur les contrôles      | Olivier Bonnet | Franck Salomé                              | 21 octobre 2003    |

### Deuxième saison (2005-2006)
1. Piranha ?
2. Au feu d'la rampe
3. Le triangle des bermudas
4. Comme chien et chat
5. Les femelles humanoïdes
6. Modèles réduits
7. Joystick superstar
8. Les mouches *
9. La visite médicale
10. Un truc de filles
11. Drôle de rencontre
12. Catastrophe virtuelle
13. Le cercle des joysticks disparus
14. Kimitomo
15. Touche pas à mon City Game
16. Fan 2
17. Tripatouillages génétiques **
18. Pauvre Carole
19. Horace se surpasse
20. Vache de vaudou
21. Dites-le avec des fleurs **
22. Kid perd la boule
23. Le retour de la momie
24. Pas de Roméo pour Carole
25. Pas vu à la télé
26. Carton rouge
27. Le barbecue des Paddle
28. La ligne rouge
29. Le bricoleur scie toujours deux fois
30. Alerte extra-terrestre' **
31. La télécommande en folie
32. Les chasseurs
33. Surprise
34. Le trésor des Blorks
35. Sens dessus dessous  **
36. Kid le devin
37. Kid ne joue plus
38. Paddle story
39. L'enfer est rose
40. Mariage, mode d'emploi
41. Les irradiés
42. Objection !
43. Le floutch
44. Tous des stars'…'
45. Peur à l'antenne
46. Double virus
47. Le chant de la sirène **
48. Radar a disparu
49. Tronchard sauvé des eaux
50. Le retour des zombies
51. Le jour J
52. Kid ne prend pas garde

## Distribution
- Nathalie Bienaimé : Kid Paddle, Max (2e voix), la prof de gym de Kid, Mme Mendeleïev, voix additionnelles
- Dorothée Pousséo : Horace
- Vincent de Boüard : Big Bang
- Caroline Lallau : Carole Paddle
- Yann Le Madic : Monsieur Benjamin, Pitbull, voix additionnelles
- Mélody Dubos : Max (1re voix - premiers épisodes)
- Pierre-François Pistorio : M. Marcel Paddle, Grand-Père Paddle, Mirador, Joystick Billy

- Version originale
  - Studio d'enregistrement : Karina Films[8]
  - Direction artistique : Claudio Ventura